# Terremoto de Nepal de abril de 2015
El terremoto de Nepal de abril de 2015,(también conocido como terremoto de Gorkha) mató a 8.962 personas e hirió a 21.952 en Nepal, India, China y Bangladesh. Ocurrió  a las 11:56 Hora estándar de Nepal, el sábado 25 de abril de 2015, con una magnitud de 7,8 u 8,1 MW  y una intensidad máxima de Mercalli de X (Extrema).
Su epicentro se ubicó al este del distrito de Gorkha en Barpak, Gorkha, aproximadamente a 85 km (53 mi) al noroeste del centro de Katmandú , y su hipocentro se encontraba a una profundidad aproximada de 8,2 km (5,1 mi).  Fue el peor desastre natural que azotó Nepal desde el terremoto de Nepal-India de 1934.
Tuvo su hipocentro a una profundidad de 15 km y su epicentro se localizó a 81 km al noroeste de la capital Katmandú, concretamente en el distrito de Lamjung.
Ha sido el terremoto más grave que ha sufrido Nepal desde el acontecido en 1934. El terremoto dejó un saldo de casi 9000 víctimas mortales, casi 22 000 heridos y daños materiales cuantiosos, entre ellos la plaza Basantapur Durbar de Katmandú y otros edificios emblemáticos, como la torre Dharahara y el templo Manakamana. Asimismo, la destrucción y el déficit de recursos provocaron una crisis humanitaria que se tradujo en 9,5 millones de personas (un cuarto de la población de Nepal) con necesidad de asistencia humanitaria, 2,8 millones de desplazados internos y 1,4 con necesidad de alimento; por ello, gran parte de la comunidad internacional cooperó enviando alimentos y equipos de búsqueda y rescate.
Además, se informó del deceso de unas 72 personas en la vecina India y 25 en la región del Tíbet (China). Cuatro personas murieron en Bangladés.

## Magnitud

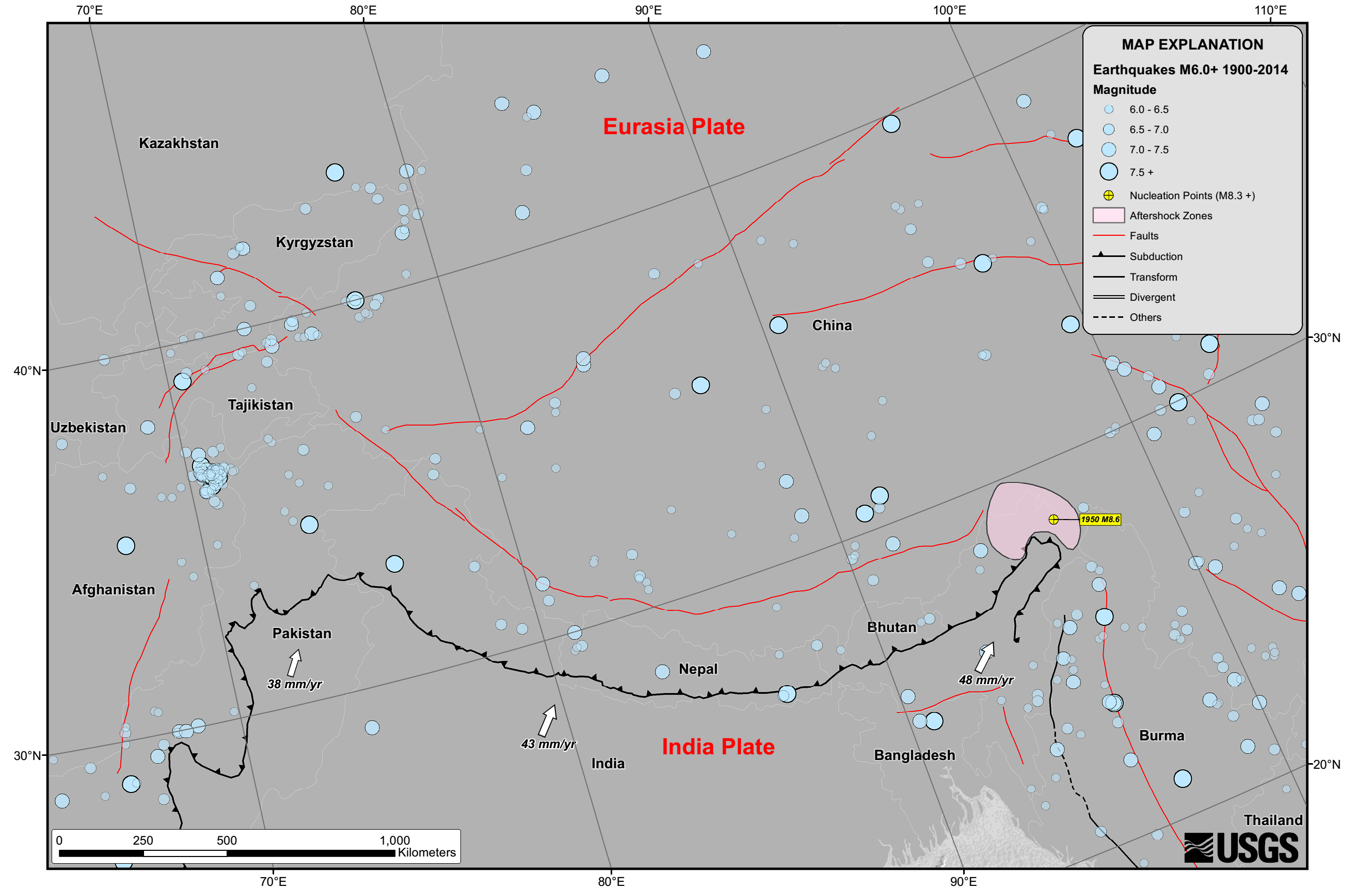
M6+ terremotos en la región del Himalaya, 1900–2014

Inicialmente, el Servicio Geológico de los Estados Unidos (USGS) registró el terremoto como un movimiento de magnitud 7,5 MW, aunque fue rápidamente recategorizado como de 7,9 MW y finalmente de 7,8 MW. El Centro de la Red Sismológica de China (CENC) registró una magnitud de 8,1 MW, y el Servicio Meteorológico de India registró dos terremotos en Nepal a las 06:11 UTC y las 06:45 UTC: el primero con una magnitud de 7,9  y con epicentro a 80 km al noreste de Katmandú y el segundo de 6,6 y una profundidad de 10 km por debajo de la superficie terrestre. Bharatpur fue la ciudad más cercana al epicentro del primer terremoto. Más de 25 réplicas tuvieron lugar durante las horas posteriores con una magnitud aproximada de 4,5 MW, incluyendo una de magnitud 6,6 MW, que tuvo lugar pocos minutos después del primer temblor.

## Intensidad
Según la web del USGS, la intensidad del terremoto fue de grado IX en la escala de Mercalli modificada (muy destructivo).
Los temblores se sintieron también en los estados indios de Bihar, Uttar Pradesh, Assam, Bengala Occidental, Sikkim, Uttarakhand, Orissa, Andhra Pradesh, y en la capital, Nueva Delhi. En Orissa provocó desperfectos menores, también en Cochín, en el estado de Kerala. La intensidad se determinó de grado IV (moderado) en Daca, Bangladés, siempre según la web del USGS. También se sintió en el Tíbet, Pakistán, y Bután.

## Réplicas

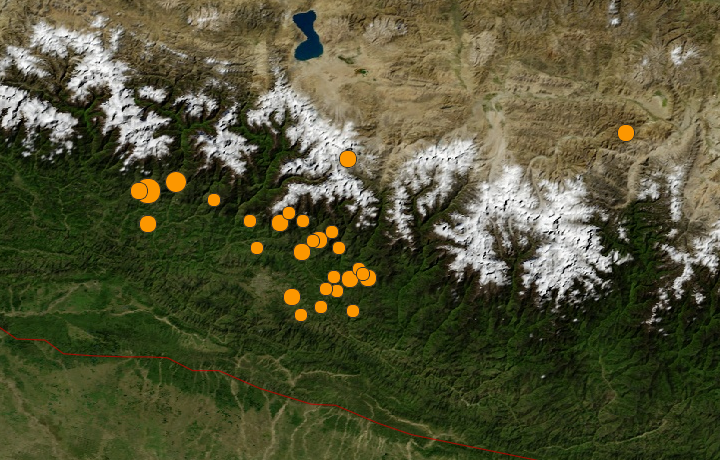
Mapa del terremoto y sus réplicas

Una fuerte réplica de magnitud 6,7 tuvo lugar el día 26 de abril en la misma región en torno a las 13:00 hora local (UTC +5). El terremoto causó nuevos desprendimientos en el Everest, y también se sintió en el norte de la India, incluso en Calcuta, Assam y Siliguri. Poco después de la primera réplica, en Nepal se registró otro temblor de magnitud 5.
El análisis de GeoGateway, basado en un mecanismo del Servicio Geológico de los Estados Unidos de una falla casi horizontal, y teniendo en cuenta las réplicas, mostró que el terremoto lo ocasionó el movimiento de una falla normal de unos 150 kilómetros de largo y 50 kilómetros de ancho, que tiene un plano de falla de once grados, un ángulo con respecto a la horizontal de 295° y un deslizamiento vertical de 3 metros. El Servicio Geológico de los Estados Unidos dijo que el movimiento se registró a unos 10 kilómetros de profundidad.

## Región geológica del Himalaya
En la zona donde se produjo el terremoto del día 25 de abril, con epicentro a 81 km de Katmandú, se encuentra la interacción de dos enormes placas tectónicas. Por el lado norte se encuentra la placa Euroasiática y por el lado sur del continente se encuentra la placa Indoaustraliana.
Esta zona de conflicto geológico, es una zona de subducción donde la placa Indoasutraliana se introduce por debajo de la placa Euroasiática dando como consecuencia la formación de la cordillera del Himalaya y de terremotos de diversas magnitudes con cierta frecuencia. Tiene una velocidad de movimiento de la placa del orden de 45 mm / año en la dirección norte-noreste.
Esta compresión y hundimiento entre las placas es de manera lenta pero constante, lo cual genera una enorme acumulación de energía pero de manera desigual, dando como resultado que algunos puntos a lo largo de la falla se acumulan mucha más energía que otros.
Este terremoto se produjo producto de la energía acumulada por la fuerza de compresión, que se volvió tan grande que algunos puntos entre las dos placas no lograron sostenerse por el proceso de subducción. Esta acumulación de energía, producto de la traba entre las dos placas, generó una brusca liberación de energía que había sido acumulada durante muchos años.
Esto fue lo que ocurrió en Nepal con la liberación brusca de energía generando el destrabe de la placa Indoaustraliana de la placa Euroasiática. Esta energía liberada fue el equivalente a 7 millones de toneladas de TNT, o lo que es igual a la explosión de 375 bombas atómicas como la de Hiroshima lanzada en el año 1945.
El monte Everest, ubicado en el Himalaya, aumentó su altura por el sismo y varias ciudades de Nepal como de la India se movieron bruscamente hacia el Norte por el proceso de subducción.

## Impacto
Según el Primer ministro de Nepal, Sushil Koirala, el número de víctimas pudo llegar a 10 000.
Edificios Patrimonio de la Humanidad de la Unesco como la Plaza Basantapur Durbar con el palacio real Hanuman Dhoka y el palacio Basantapur quedaron destruidos. También quedaron en ruinas el palacio real del Museo de Patan, Hari Shanker, Uma Maheswarel y el templo Kalmochanal, al igual que la torre Dharahara, construida en 1832, donde fallecieron al menos a 180 personas, y el templo Manakamana situado en Gorkha.[cita requerida] Tan solo en la capital, Katmandú, murieron 1448 personas.

## Pérdidas económicas

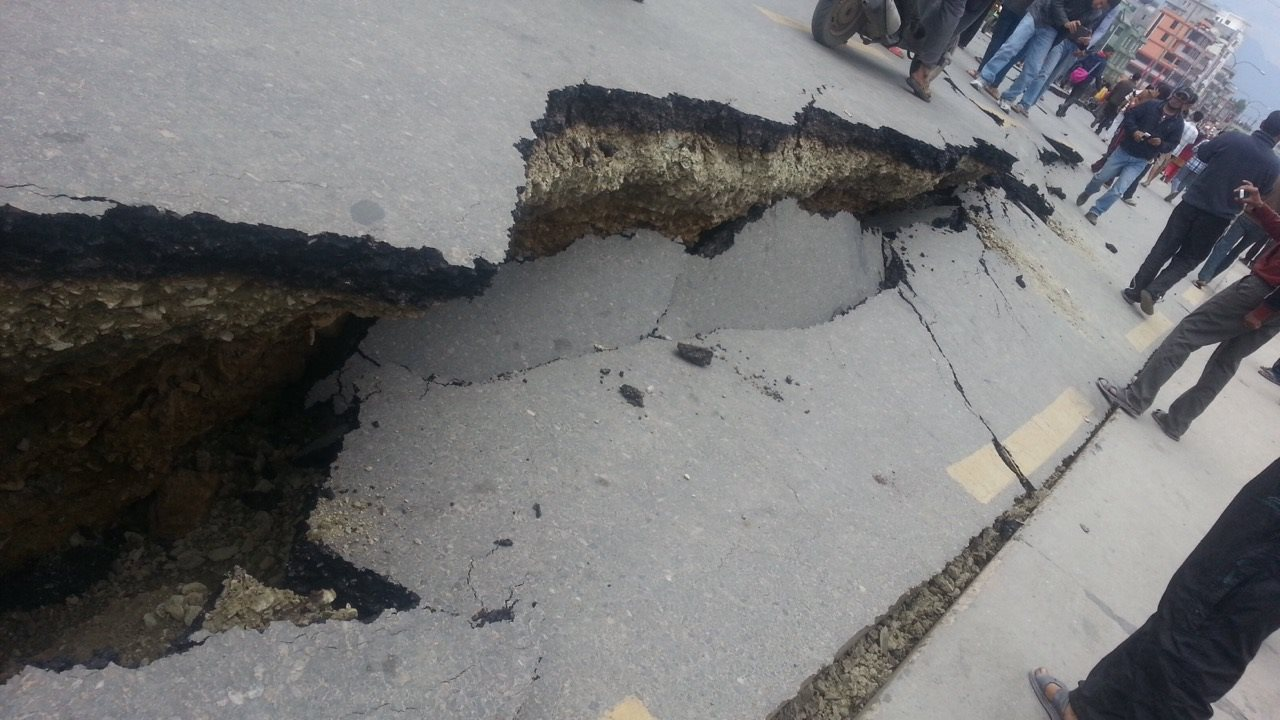
Calle dañada en Nepal

Con un producto interno bruto de $19 921 mil millones de dólares (de acuerdo a una estimación de 2012), Nepal es uno de los países más pobres de Asia, y su capacidad para financiar una reconstrucción mayor es limitada. Incluso antes del terremoto, el Banco Asiático de Desarrollo (ADB) estimó que para atraer inversionistas, necesitaría gastar aproximadamente cuatro veces lo que gastaba anualmente en infraestructura proyectada hasta el año 2020. El Servicio Geológico de Estados Unidos, estimó inicialmente pérdidas económicas por el sismo del 9 al 50 % del producto interno bruto, con una estimación positiva del 35 %. "Por ahora, es muy difícil saber el alcance del daño y el efecto sobre el PIB de Nepal" comentó Hun Kim, oficial del ADB. El día 28 de abril, el ADB anunció que otorgaría una donación de $3 millones de dólares a Nepal para esfuerzos de ayuda inmediata, y más de $200 millones para la primera fase de rehabilitación.

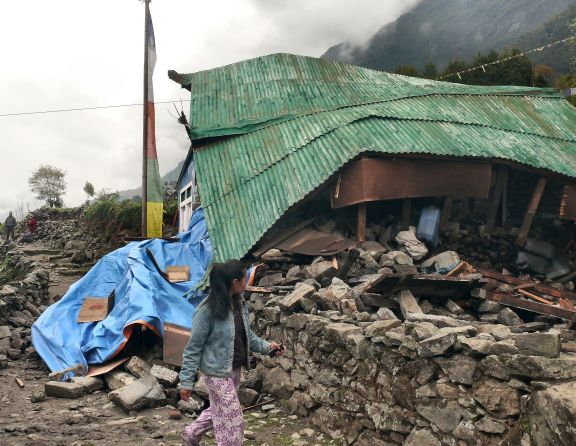
Casa dañada en Chaurikharka, Nepal

Rajiv Biswas, economista de una consultora con sede en Colorado, dijo que reconstruir la economía requeriría de un esfuerzo internacional para los próximos años, que podría "superar fácilmente" los $5 mil millones de dólares, o alrededor del 20 % del PIB de Nepal.

## Efectos sociales
Se reportó que algunos sobrevivientes fueron víctimas de redes de tráfico de personas involucradas en la prostitución de niñas y mujeres en burdeles del sur de Asia. Estos traficantes aprovecharon el caos que resultó de las secuelas del terremoto. Las más afectadas fueron mujeres de comunidades pobres que perdieron sus hogares. Como respuesta a las condiciones inseguras de los campamentos temporales, organizaciones internacionales implementaron comités de seguridad que recibieron subsidios en efectivo para necesidades como baños adicionales.

## Reacciones internacionales
- Alemania: La canciller alemana Angela Merkel, sintiéndose «conmocionada por la magnitud de la catástrofe y el gran número de víctimas», también envió sus condolencias al primer ministro nepalí, Sushil Koirala, mientras que el ministro alemán de Relaciones Exteriores, Frank-Walter Steinmeier, aseguró que «Alemania está dispuesta a hacer todo lo que pueda para ofrecer ayuda en estos momentos difíciles».
- Argentina: El Gobierno Argentino expreso su profundo pesar y envía sus condolencias al pueblo y Gobierno de Nepal por las numerosas víctimas y las devastadoras consecuencias sufridas por el terremoto que sacudió a ese país. Asimismo, informó que la Cancillería coordinará y ofrecerá envío de ayuda humanitaria, de acuerdo a requerimientos que transmita el gobierno nepalí.[30]
- Australia: La Ministra del Exterior Julie Bishop anunció un paquete de ayuda inmediata de 5 millones de dólares Australianos, los cuales consisten en AUD$2.5 millones de asistencia a organismos de ayuda no gubernamental Australianos, AUD$2 millones destinados para trabajos de la Organización de las Naciones Unidas, y AUD$500 000 destinados a la Cruz Roja Australiana. Australia también envió dos expertos en temas humanitarios y un equipo de respuesta ante crisis.[cita requerida]
- China: El gobierno del país asiático envió organismos de socorro, medicamentos y alimentos necesarios al lugar de la emergencia.
- Colombia: El Ministerio de Relaciones Exteriores, en nombre del Gobierno de Colombia, expreso sus más sentidas condolencias con el pueblo y Gobierno de la República Federal Democrática de Nepal, por las pérdidas humanas y materiales tras el fuerte sismo registrado en las últimas horas, con epicentro en la ciudad de Katmandú.[31]
- Cuba: envió a la Brigada N.º 41 del Contingente Internacional de Enfrentamiento a Desastres y Grandes Epidemias Henry Reeve, conformada por 49 profesionales de distintas especialidades.[32]
- España: El ministro García-Margallo mantuvo una conversación con su homólogo nepalí, a quien ha transmitido sus condolencias y le ha reiterado la oferta de colaboración de España. Le ha informado también de que España como miembro no permanente del Consejo de Seguridad de la ONU está impulsando una resolución de solidaridad con Nepal y le ha dado las gracias por permitir operar a los españoles en suelo nepalí. España ha colaborado mandando 46 militares de la Unidad Militar de Emergencias junto con doce Guardias Civiles[33] del Grupo de Alta Montaña de Jaca en ayuda humanitaria y de rescate con 6 perros rastreadores además de tres agentes de la Policía Nacional[34] con labores científicas y un Boeing 707 para transportar suministros perteneciente al Ejército del Aire español.[35][36]
- Estados Unidos: Anunció el envío de un equipo de rescate y el desbloqueo de un primer tramo de un millón de dólares para ayudar a las víctimas, a través de la Agencia de los Estados Unidos para el Desarrollo Internacional (USAID).[cita requerida]
- Francia: El presidente François Hollande declaró igualmente que Francia está dispuesta a «responder a las demandas de apoyo y asistencia» que Nepal le dirija.
- India: El país dispuso 150 buses para que los habitantes de Nepal que quieran abandonar su país lo puedan hacer, ya que no hay transporte en el país.
- Israel: Anunció que enviaría una delegación militar que contaría con «profesionales médicos, de salvamento, logística y de asistencia a la población». El primer ministro Benjamin Netanyahu añadió en un comunicado que la delegación ofrecería «los medios necesarios para regresar a Israel a los israelíes atrapados en Nepal».
- México: El presidente mexicano Enrique Peña Nieto expresó que «México manifiesta su solidaridad con el gobierno de Nepal y con los familiares de las víctimas del terremoto que sacudió a este país» México se unió a la causa y pequeño grupo de rescatistas pertenecientes al grupo 'Topos' viajaron a Nepal con el fin de ayudar a la localización de vidas humanas en las zonas de desastre.
- Noruega: El ministro de Relaciones exteriores, Borge Brende, prometió 30 millones de coronas (3,5 millones de euros) de ayuda humanitaria, y precisó que el país «podría contribuir más».[cita requerida]
- Reino Unido: Tenía previsto enviar en la noche del sábado un equipo de expertos en respuesta a catástrofes humanitarias. «La prioridad absoluta debe ser identificar a las personas atrapadas bajo los escombros, dar refugio y protección a quienes han perdido sus casas», dijo la secretaria de Estado de Transportes, Justine Greening.
- Rusia: El presidente ruso Vladímir Putin expresó sus «condolencias» al presidente de Nepal, Ram Baran Yadav, así como el presidente chino Xi Jinping, quien indicó que desea «ofrecer asistencia».
- Unión Europea: La Comisión Europea precisó que ya había enviado a expertos a Nepal y que estaba valorando el envío de «ayuda financiera».
- Uruguay: El Ministerio de Relaciones Exteriores, en un comunicado de prensa, expresó: «El Gobierno uruguayo hace un llamado a la comunidad internacional a redoblar los esfuerzos para aliviar la difícil situación que atraviesa Nepal y apoyar los esfuerzos de reconstrucción que deberá enfrentar». Además brindó líneas de comunicación con la embajada uruguaya de Nueva Delhi.[37]
- Ecuador: El presidente de la república Rafael Correa lamentó lo sucedido en Nepal. Una organización ecuatoriana-india está recolectando productos para donar a los sobrevivientes del país nepalí.
- Venezuela: el presidente Nicolás Maduro, manifestó su profundo pesar ante la tragedia que vive el pueblo de Nepal.[38] Luego envió una misión técnica humanitaria de ayuda.[39]

## Ciudadanos extranjeros
Según las cifras de la policía, en los terremotos fallecieron 79 extranjeros y siguen desaparecidos 112, mientras que 99 pudieron ser rescatados.
- Chile: Alrededor de 40 ciudadanos en el país. 4 de ellos, correspondían al equipo de grabación para un programa de viajes de Canal 13.
- Argentina: 9 argentinos se encontraban en Nepal. No se reportan muertes de argentinos.
- Australia: 549 australianos registrados como viajeros se encuentran bien. No se reportan muertes.
- Austria: Unos 250 austriacos se encontraban en Nepal no hay reportes de víctimas.
- Bangladés: 50 ciudadanos reportados, incluyendo de la selección de fútbol femenino sub-14, no hay número exacto de ciudadanos en Nepal.
- China: La agencia de noticias Xinhua, citando al embajador chino en Katmandú, reportó cuatro muertos confirmados y 10 con heridas.
- Colombia: Siete ciudadanos desaparecidos de los 35 que se encontraban en Nepal. No hay reportes de muertos ni heridos.
- Corea del Sur: Tres ciudadanos heridos en el terremoto. Se estima que en Nepal estaban unos 650 residentes y hasta 1000 viajeros.
- Croacia: Cuatro turistas, todos sanos y salvos.
- España: Quedan sin localizar un grupo de 6 montañeros españoles en el valle de Langtang aunque las autoridades ya los dan por muertos sumándose así a las otras dos víctimas mortales,[40] la catalana Roser Palau, que se encontraba haciendo senderismo en la zona del Langtang,[41] y otra mujer que falleció en un accidente de coche.[42] El resto ya están en España, o colaborando en Nepal.[43]
- Estados Unidos: Tres estadounidenses murieron.
- Filipinas: Dos escaladores filipinos se encuentra a salvo.
- Francia: Las autoridades francesas han ubicado a 1098 ciudadanos, pero otros 674 todavía no han sido contactados. Sin reportes de víctimas.
- Reino Unido: Se cree que hay varios cientos de británicos en Nepal. No hay reportes de muertos ni heridos.
- Grecia: Dos ciudadanos griegos a salvo.
- India: Cinco indios murieron en Nepal y otros 66 en regiones de India cercanas a la frontera. Hasta el momento, 1417 indios fueron evacuados de Nepal.
- Indonesia: Treinta y cuatro ciudadanos indonesios se encontraban en Nepal, 18 de ellos residentes. Dieciocho aún no han sido contactos.
- Irlanda: Unos 100 ciudadanos en la zona afectada. Muchos han sido contactados.
- Israel: Se estima que alrededor de 600 israelíes están en Nepal. Unos 400 han sido contactados, la mayoría de ellos refugiados en la embajada de Katmandú. La cifra incluye a 25 parejas que viajaron a Nepal para llevar a casa bebés nacidos de madres sustitutas.
- Italia: Más de 300 italianos en Nepal han sido ubicados, otros aún no han sido contactados.
- Japón: El Ministerio de Relaciones Exteriores de Japón dijo que un hombre japonés murió y una mujer resultó herida. Unos 1100 japoneses que viven en Nepal están registrados en la embajada, pero no había información sobre la cantidad de ciudadanos que viajaban como turistas.
- Letonia: Cuarenta y un ciudadanos han sido contactados. Sin reportes de heridos.
- Lituania: Cincuenta y cinco lituanos estaban en Nepal. Cinco no pudieron ser contactados.
- Malasia: Dos malasios están desaparecidos. Un equipo de escaladores de Malasia en el campamento base del Everest se encuentra entre aquellos sanos y salvos.
- México: Treinta y siete ciudadanos mexicanos están a salvo, mientras uno de ellos reportado como desaparecido fue localizado con vida, comunicándose con su familia luego del terremoto. El gobierno de México coordinó su regreso al país.
- Noruega: Unos 150 ciudadanos se encontraban en Nepal, sin reportes de muertos o heridos.
- Pakistán: Unos 30 ciudadanos han sido evacuados de Nepal, no hay información sobre el número exacto.
- Perú: 8 ciudadanos fueron reportados, incluyendo 2 periodistas del canal Latina Televisión que cubrían un reportaje por la zona. Todos se encuentran a salvo.
- Portugal: Los siete portugueses que estaban en Nepal se encuentran a salvo.
- República Checa: 155 ciudadanos en Nepal, 54 aún no han sido contactados.
- Rumania: Veintiocho rumanos en Nepal, incluyendo al montañista Alex Gavan y otros tres, todos a salvo.
- Ecuador: Dos ecuatorianos que estuvieron en Nepal al momento del desastre están a salvo.
- Rusia: La agencia de noticias Tass, citando al ministro de Emergencias, dijo que no hubo víctimas fatales entre los rusos.
- Singapur: Aunque no hay información sobre el número exacto, la mayoría de los ciudadanos de Singapur registrados en Nepal han sido contactados.
- Sri Lanka: Unos 100 ciudadanos han buscado ayuda para ser evacuados. No se reportaron víctimas.
- Suecia: Se sabía que unos 150 suecos estaban en Nepal. No hubo reportes de víctimas y la mayoría de ellos está sano y salvo.
- Taiwán: El Ministerio de Relaciones Exteriores de Taiwán dijo que 179 taiwaneses estaban en Nepal en el momento del terremoto. De ellos, 152 están sanos y salvos, y el paradero de los otros 27 era desconocido.
- Tailandia: Sesenta y seis tailandeses, entre ellos seis estudiantes de medicina, están sanos y salvos
- Venezuela: Tres ciudadanos de nacionalidad venezolana sobrevivieron a la catástrofe en Katmandú. Una de ellas, comenta que sobrevivió 3 días comiendo una barra de chocolate.